# Tendai
Tendai je japonská škola mahájánového buddhismu, kterou založil na počátku 9. století buddhistický mnich Saičó (最澄; často nazýván posmrtně obdrženým jménem Dengjó Daiši 伝教大師). Učení školy je postavené na čínské škole Tchien-tchaj (či Tiantai) a Lotosové sútře.

## Historie
V roce 802 byl japonský mnich Saičó vyslán císařem do Číny, aby nastudoval učení tamějších buddhistických tradic. Saičó v Číně poznal i školu čchan, ale zvolil si školu Tiantai, u které nejvíce studoval a získal vyšší mnišské vysvěcení. Roku 805 se navrátil z putování po Číně nazpět do Japonska, kde založil školu Tendai, postavenou právě na učení Tiantai. Chrám Enrjakudži (延暦寺) na vrcholu hory Hiei (比叡山), který Saičó založil ještě před odchodem do Číny, přeměnil na centrum nově založeného proudu.
Filozofické učení školy se zásadně neliší od svého čínského vzoru, školy Tiantai. Avšak Tendai je poznamenána vlivem, jaký na ni měly zenový buddhismus, esoterická škola Mikkjó (密教) a vinajanové zásady. Tendence vstřebávat rozsahově širší nauku je znát zejména u následovníků Saičóa, mnichů Ennina (圓仁) a Enčina (圓珍).
Škola Tendai se v Japonsku rychle rozšířila i díky podpoře státu. Na dlouho dobu se tak stala hlavním proudem buddhismu v Japonsku. Mnoho velkých japonských učenců jako Dogen, Šinran či Ničiren studovalo nejdříve u školy Tendai, která se tak stala v Japonsku o mnoho více populární, než Tiantai v Číně.
Díky tomu, že škola Tendai nabyla výsadního postavení, stala se brzy bohatou a mocnou politickou silou. Během období Nara tak využila své postavení a svou státní ochranu ve snaze zabránit šíření ničirenského buddhismu a školy Čisté země, která se začala rozmáhat zejména mezi chudým obyvatelstvem. Klášter Enrjakudži se stal rozlehlým chrámovým komplexem, který se stal hojně navštěvovaný „obyčejnými“ mnichy i sóheii, mnichy bojující za zájmy klášteru.
V roce 1571 byl chrám Enrjakudži zničen Odou Nobunagou, který se snažil sjednotit Japonsko a v chrámovém komplexu na hoře Hiei viděl potenciální nebezpečí. Klášter byl v 17. století znovu postaven a existuje dodnes.

## Učení
Za základní text se školy je pokládána Lotosová sútra. Sám Saičó k ní napsal mnoho výkladových komentářů. Pro laiky se stala škola Tendai přitažlivá tím, že nabízela dosažení probuzení i jim a ne jen mnichům podle tradičního pojetí.
Ústřední postavou školy je buddha Vairóčana. Jedna z jeho emanací je buddha Šákjamuni, který vyjevil svým posluchačům Lotosovou rozpravu.
Díky svým okázalým rituálům a dvanáctiletým obdobím, za kterého mniši studují a meditují, je škola považována za jeden z ezoterických proudů buddhismu.